# Кесендре
Кесендре (на македонска литературна норма: Кесендре или Ќесендре) е село в Северна Македония, в Община Кавадарци.

## География
Кесендре е разположено в областта Раец, западно от Кавадарци. Селото лежи на плато в северното подножие на Кобиларник над долината Курит. В селото има извор - Селската чешма, както и изворът Глава, а малко встрани от него, под склона на Борински рид има топъл извор, от който започва Желищката река.

## История

### В Османската империя
Селото е основано в началото на XIX век в землището на средновековното село Желище или Девол Касабаси, унищожено от османците по време на буна в средата на XVIII век. Развалините на Желище се намират до извора на Желищката река. Край извора има и църквище, където са открити гръцки надписи.
В XIX век Кесендре е село в Тиквешка каза на Османската империя. Църквата в селото „Свети Димитър“ е издигната в 1896 година, а иконите са от 1898 година. Според статистиката на Васил Кънчов („Македония. Етнография и статистика“) от 1900 година Кесендре има 155 жители българи християни.
Цялото християнско население на селото е под върховенството на Българската екзархия. По данни на секретаря на екзархията Димитър Мишев („La Macédoine et sa Population Chrétienne“) в 1905 година в Кесендре (Kessendré) има 136 българи екзархисти и работи българско училище.

### В Сърбия, Югославия и Северна Македония
След Междусъюзническата война в 1913 година селото попада в Сърбия.
Главно занимание на жителите му е земеделието и скотовъдството. Във втората половина на XX век селото на практика се разселва вследствие миграция към градовете.